# Gare de Rossinière
La gare de Rossinière est une gare ferroviaire situé sur le territoire de la commune suisse de Rossinière, dans le canton de Vaud.

## Situation ferroviaire
Établie à 891,2 mètres d'altitude, la gare de Rossinière est située au point kilométrique 28,23 de la ligne de Montreux à Lenk im Simmental.
Elle est dotée de trois voies et de deux quais centraux.

## Histoire
Le bâtiment voyageurs de la gare de Rossinière a été mis en service en même temps que la section de Montbovon à Château-d'Œx de la ligne de Montreux à Lenk im Simmental, le 19 août 1904.
Un partenariat a été mis en place avec l'école polytechnique fédérale de Lausanne pour réaménager les environs de la gare et notamment installer un quai en bois.

## Service des voyageurs

### Accueil
Gare du MOB, elle est dotée d'un bâtiment voyageurs et est partiellement accessible aux personnes à mobilité réduite.

### Desserte
La gare de Rossinière est desservie toutes les heures par un train du MOB reliant Montreux à Zweisimmen.

### Intermodalité
Aucune ligne de transports publics n'est en correspondance avec la gare de Rossinière.

## Projets
Le changement d'horaire de décembre 2020 a vu changer la desserte MOB sur la ligne de Montreux à Zweisimmen. La gare est désormais desservie toutes les heures par des trains Regio parcourant la ligne. L'étape suivante est la mise en service de trains panoramiques GoldenPass accélérés circulant dans un sillon horaire supplémentaire. La mise en service de ces trains a finalement été reportée à décembre 2022 en raison de retard dans la construction des bogies à écartement variables ainsi que par la baisse de la fréquentation touristique induite par la pandémie de Covid-19,.